# 刁间
刁间（?—?），又称刀间，齐国人，西汉初年大商人。
齊國當地很輕蔑奴隸，但是刁間特別善待他們，刁间在齐国用他們去经营捕鱼、海水煮盐，成为巨富。结交诸侯王和郡守、国相，家产数千万。